# Ostiglia
Ostiglia är en ort och kommun i provinsen Mantua i regionen Lombardiet i Italien. Kommunen hade 6 607 invånare (2018).